# 노르디카

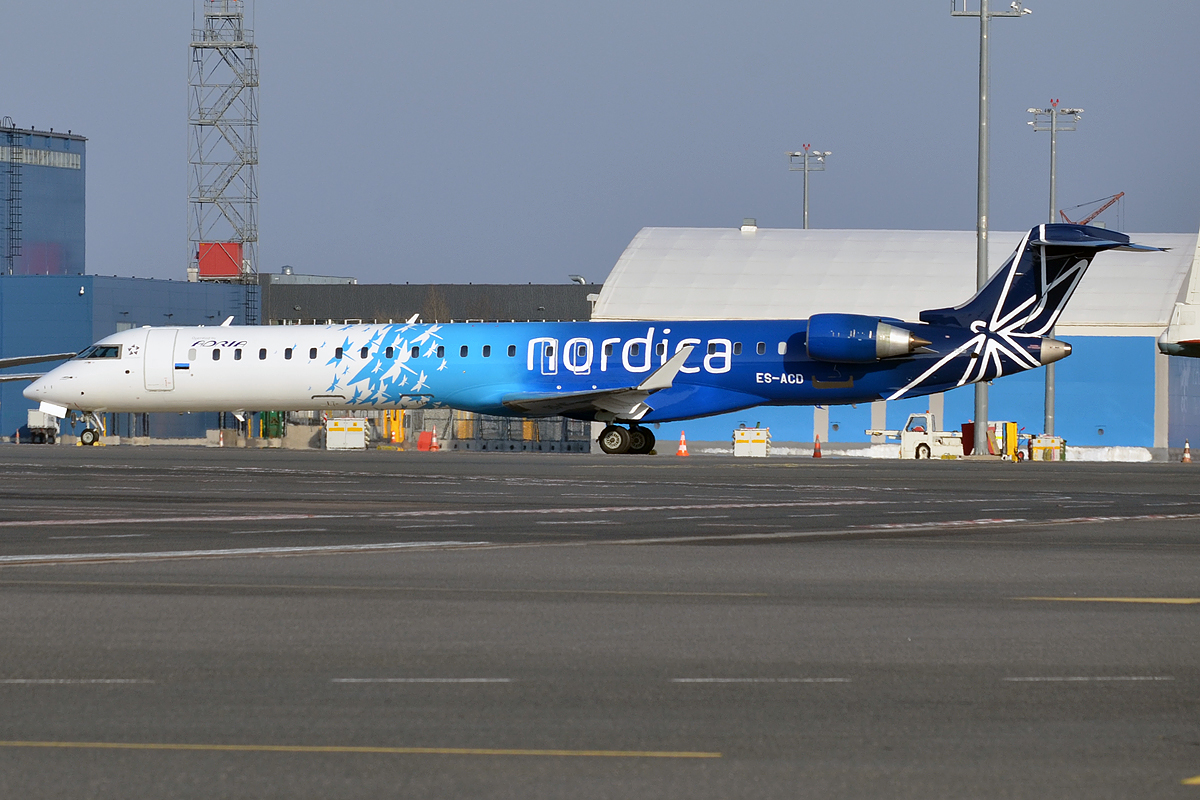

노르디카(Nordica)는 탈린에 본사를 두고 탈린 공항에 베이스를 둔 에스토니아 국유 국책 항공사이다.
2015년 9월 25일 에스토니아 정부의 결정에 의해 설립되었다. 2008년 초 운행을 중단한 에어로 항공의 IATA 코드(EE)와 콜사인(REVAL)을 재사용한다. 2015년 9월 8일 운영을 시작했다. 2015년 11월 8일 출발지를 탈린으로, 도착지를 암스테르담으로 하여 첫 비행을 시작했다.
2016년 3월 30일, 첫 브랜드 이름 노르디카(Nordica)가 발표되었다.